# Georges Athanasiadès
Georges Athanasiadès C.R.A., né le 27 juillet 1929 à Lavey-les-Bains dans le canton de Vaud est mort le 3 février 2022 à Saint-Maurice dans le canton du Valais, est un maître organiste et chanoine suisse.

## Biographie
Né d'une mère italienne et d'un père musicien et chef de chœur grec venu en Suisse pour parfaire ses études, Georges Athanasiadès étudie au lycée-collège de l'Abbaye de Saint-Maurice. Après des études de théologie, il étudie les Lettres allemandes et la musicologie à Heidelberg et à Fribourg-en-Brisgau. Il rentre en Suisse pour des études musicales à Lausanne où il obtient une haute distinction pour l'orgue.
Entré au couvent en automne 1947, il est ordonné chanoine et prêtre de l'abbaye de St-Maurice en 1952 où il a été enseignant de littérature allemande et de grec. Georges Athanasiadès est titulaire organiste de la basilique depuis juin 1950. Il participe à de très nombreuses tournées de concerts dans toute l'Europe, en Amérique du Nord, au Japon, en Afrique et en 2009, également en Chine. Il a réalisé de nombreux enregistrements et a été appelé comme membre de jury dans des concours internationaux : Franz Liszt à Budapest, Clara Haskil à Vevey, Jugend Musiziert à Leoben en Autriche. En 2001, il fonde le Concours international pour orgue de Saint-Maurice,.
Sa discographie compte de très nombreux disques, surtout des œuvres de grands compositeurs  comme Franz Liszt, Brahms, César Franck, évidemment Jean-Sébastien Bach et de plusieurs compositeurs de l'époque baroque.
Georges Athanasiadès, exégète et spécialiste des textes liturgiques, a représenté la Suisse durant plusieurs années dans la commission francophone des traductions, pour préparer les textes liturgiques au moment du concile Vatican II.
Il meurt le 3 février 2022 au foyer Saint-Jacques à Saint-Maurice,,.

## Publications
- (de) Wer singt, betet doppelt, Cologne, Éditions Böhlau, 2009
- Mysterium Salutis Georges Athanasiadès, Paris
- Initiation à la musique par le disque, Georges Athanasiadès, Lausanne
- Josef Krips, pas de musique sans amour, publiés par Harrietta Krips, traduit par Georges Athanasiadès, Éditions Saint-Augustin 1999

## Récompenses
- 1980, Médaille vermeil de la ville de Paris[2]
- 1981, Prix de la Fondation Rünzi (État du Valais)[13]
- 1993, Man of the year, USA
- 1994, Disque d'or[12]
- 1994, Doctorat honoris causa, USA